# Служба криминальных расследований ВМС США
Служба криминальных расследований Военно-морских сил США (англ. United States Naval Criminal Investigative Service) — следственный и контрразведывательный орган Военно-морского министерства США. Служба криминальных расследований осуществляет следственные действия как по общеуголовным преступлениям служащих ВМС США и Корпуса морской пехоты США, подпадающим под действие Единого кодекса военной юстиции США, так и по делам, связанным со шпионажем и международным терроризмом в рамках контрразведывательной деятельности Службы. Предшественник Службы криминальных расследований Военно-морских сил США — Военно-морская следственная служба (Naval Investigative Service). До 2011 года большинство подразделений Службы криминальных расследований располагалось на территории комплекса главной базы Военно-морских сил США (Вашингтон). С 2011 года центральный аппарат Службы криминальных расследований, а также основные следственные отделы размещены в новом административном комплексе (здание «Рассел-Нокс») на территории базы «Квантико», штат Виргиния.

## История

### Происхождение
История следственных органов Военно-морских сил США начинается с инструкции № 292 Военно-морского министерства США от 1882 года, изданной министром У. Хантом, в которой говорилось о формировании в составе Бюро кораблевождения ВМС разведывательного отдела ВМС. Первоначально в обязанности служащих отдела входило установление характеристик иностранных военных кораблей, нанесение на карты иностранных рек и морских проливов, изучение иностранных береговых укреплений, верфей и портов.
В преддверии вступления США в Первую мировую войну полномочия отдела были расширены и стали включать сбор всей военно-политической информации о потенциальных противниках американского флота, а также шпионаж и саботаж. Во Вторую мировую войну отдел был преобразован в управление и получил дополнительные обязанности по ведению расследований саботажа, шпионажа и подрывной деятельности против ВМС США).

### Годы Холодной войны
Начиная с войны в Корее (1950—1953) и на протяжении всей Холодной войны происходило наращивание численности специальных агентов. В 1966 году из Управления военно-морской разведки США была выделена самостоятельная Военно-морская следственная служба (Naval Investigative Service), к полномочиям которой было отнесено осуществление уголовных расследований по делам, подпадающим под юрисдикцию Военно-морских сил США.
В 1970 году сотрудник Военно-морской следственной службы в течение 6 месяцев находился на борту авианосца «Интрепид», находившегося на боевой службе в открытом море. С этого началась реализация программы "Развёртывание на плаву" (ныне известной как "Специальный агент на плаву"), в рамках которой специальные агенты несут службу непосредственно на борту кораблей во время боевых походов. В 1975 году первый агент-женщина была направлена на службу на авиабазу «Мирамар», штат Калифорния.
С 1972 года расследования личных биографий для целей допуска к секретной работе были переданы в юрисдикцию новообразованной Оборонной следственной службы (Defense Investigative Service), что позволило Военно-морской следственной службе уделять больше внимание уголовным расследованиям и контрразведке.
В 1976 году между Военно-морской следственной службой и Отделом криминальных расследований Корпуса морской пехоты США был подписан первый меморандум о взаимопонимании, в соответствии с которым Отдел передал в юрисдикцию Военно-морской следственной службы расследование некоторых категорий преступлений, совершаемых персоналом Корпуса морской пехоты США. В 1987 году этот меморандум был заменён новым.
До 1984 года подготовка специальных агентов Военно-морской следственной службы осуществлялась в штаб-квартире Управления военно-морской разведки в Сьютленде, штат Мэриленд. С 1984 года специальные агенты службы проходят подготовку в Федеральном центре подготовки правоохранительных органов (Federal Law Enforcement Training Center) в Глинко, штат Джорджия.
Спустя два месяца после взрывов казарм миротворцев в Бейруте в 1983 году Военно-морская следственная служба создала работающий в круглосуточном режиме Военно-морской антитеррористический центр оповещения (Navy Antiterrorist Alert Center).
В 1985 году первым начальником Военно-морской следственной службы в звании адмирала стал Катал Флинн, начинавший свою военно-морскую карьеру в качестве офицера подразделения сил специального назначения SEAL.
В 1986 году в связи с тем, что Военно-морской следственной службе были вновь переданы функции по выдаче допусков к работе с секретными сведениями, в её структуре был создан специальный департамент (Department of the Navy Central Adjudication Facility), отвечающий за данное направление работы.
В 1991 году Военно-морская следственная служба была ответственна за проведение расследования инцидента, известного как "Tailhook scandal", во время которого группа пьяных офицеров-лётчиков Военно-морских сил США, находясь в коридоре отеля в городе Лас-Вегас, штат Невада, осуществили сексуальные домогательства до в общей сложности 83 женщин, включая своих коллег-лётчиков женского пола. Ход и результаты расследования подверглись резкой критике, результатом которой стала реформа службы: она была переименована в Службу криминальных расследований Военно-морских сил США (United States Naval Criminal Investigative Service) и получила вместо начальника-военнослужащего гражданского директора, подчинённого напрямую Министру военно-морских сил США.

### После Холодной войны
После реформы, проведённой в 1992 году, первым директором Службы криминальных расследований Военно-морских сил США стал Рой Недроу.
В 1995 году в составе Службы криминальных расследований было создано подразделение по расследованию нераскрытых убийств (Cold Case Homicide Unit). С 1995 года по 2013 год данное подразделение смогло довести до суда в общей сложности 63 дела о гибели военнослужащих.
В 1999 году между Службой криминальных расследований Военно-морских сил США и Отделом криминальных расследований Корпуса морской пехоты США был подписан меморандум о взаимопонимании, призывающий к интеграции этих структур (Отдел криминальных расследований Корпуса морской пехоты США продолжает существовать для расследования преступлений, не подпадающих под юрисдикцию Службы криминальных расследований Военно-морских сил США).
В 2000 году Конгресс США предоставил гражданским специальным агентам Службы криминальных расследований Военно-морских сил США право производить аресты и исполнять ордеры, выданные судом. С этого времени практически все агенты Службы криминальных расследований являются гражданскими служащими, за исключением небольшого числа агентов-военнослужащих, занимающихся преимущественно контрразведывательной деятельностью.
В 2002 году, после террористической атаки на эсминец "Cole" в 2000 году и терактов 11 сентября 2001 года, Военно-морской антитеррористический центр оповещения (Navy Antiterrorist Alert Center) был переименован в Центр оповещения о множественных угрозах (Multiple Threat Alert Center). Агенты Службы криминальных расследований Военно-морских сил США были первыми из числа сотрудников правоохранительных органов, прибывших к подвергшемуся атаке террористов-смертников танкеру "Лимбург" и к месту теракта в Момбасе, Кения.
1 августа 2003 года между Службой криминальных расследований Военно-морских сил США и комендантом Корпуса морской пехоты США был подписан новый меморандум о взаимопонимании, в соответствии с которым за расследование уголовных преступлений (как фактических, так и предполагаемых), совершённых персоналом Корпуса морской пехоты США и подпадающих под действие Единого кодекса военной юстиции США, по общему правилу отвечает Служба криминальных расследований ВМС США, однако Отдел криминальных расследований Корпуса морской пехоты США сохраняет следственную юрисдикцию в отношении преступлений, за которые Единым кодексом военной юстиции США предусмотрено наказание не строже 1 года лишения свободы, а также в отношении более тяжких преступлений, которые Служба криминальных расследований ВМС США прямо не взяла в свою следственную юрисдикцию, будучи проинформированной Отделом о фактах их совершения; в то же время Служба криминальных расследований ВМС США может привлекать агентов Отдела для проведения расследований, которые она взяла в свою юрисдикцию.
В декабре 2012 года Федеральное бюро расследований опубликовало часть оперативной документации по работе контрразведывательных ведомств США против акции гражданского протеста Захвати Уолл-стрит. В одном из документов ФБР указано, что агенты Службы криминальных расследований Военно-морских сил США проверяли связь между участниками акции и организованными действиями протеста в порту Нью-Йорка в декабре 2011 года.
В 2013 году департамент, отвечающий за выдачу допусков к работе с секретными сведениями (Department of the Navy Central Adjudication Facility), был ликвидирован в связи с тем, что оформление допусков к работе с секретной информацией было централизовано на уровне всех Вооружённых сил США в органе, известном как Department of Defense Consolidated Adjudications Facility.
В 2014 году были сформированы региональные команды обеспечения правоприменения (Regional Enforcement Action Capabilities Training (REACT) teams), создание которых было анонсировано директором Службы годом ранее. Эти команды специального назначения арестовывают особо опасных преступников, спасают тайных агентов, выполняют задания по защите отдельных лиц и решают иные задачи с высокой степенью риска.
С 2019 года директор Службы криминальных расследований Военно-морских сил США имеет двух заместителей: одного - по операциям, второго - по операционной поддержке.

## Принципы работы
Главной функцией Службы криминальных расследований Военно-морских сил США является расследование преступлений, совершённых военнослужащими и гражданским персоналом Военно-морских сил США и Корпуса морской пехоты США, подпадающих под действие Единого кодекса военной юстиции США. Кроме того, Служба криминальных расследований Военно-морских сил США занимается контрразведкой, противодействием терроризму, вопросами кибербезопасности.
Подавляющее большинство сотрудников Службы криминальных расследований Военно-морских сил США относятся к категории гражданских служащих, при это около половины из них являются специальными агентами, имеющими право на ношение табельного оружия. Агенты Службы работают на территории США и кораблях Военно-морских сил США, присутствуют в более чем 41 иностранном государстве. Деятельность агентов поддерживается другими сотрудниками Службы, являющимися специалистами в сфере криминалистических экспертиз, негласного наблюдения и противодействия ему, информационных технологий, обеспечения физической безопасности и прочему.

## Руководство
Служба криминальных расследований Военно-морских сил США с момента своего образования в 1992 году возглавляется директором, являющимся гражданским государственным служащим.
Рой Недроу стал первым директором Службы криминальных расследований Военно-морских сил США. Рой Недроу проводил реорганизацию Службы и оставил свой пост в 1997 году. Вторым директором Службы был Дэвид Блант, вышедший в отставку в 2005 году. Его сменил Томас Бэтро, после отставки которого в 2009 году обязанности директора Службы временно исполнял его заместитель Грегори Сковел. В 2010—2013 годах директором Службы был Марк Клуки — сотрудник с тридцатилетним стажем и опытом работы в Бахрейне и Японии. После него директором был назначен Эндрю Трэвер, причиной назначения которого явилась необходимость квалифицированного расследования обстоятельств гибели 12 военнослужащих ВМС США во время массового расстрела сотрудников Главной базы ВМС. С июня 2019 года директором Службы криминальных расследований Военно-морских сил США является Омар Лопез.
Директор Службы криминальных расследований Военно-морских сил США подчиняется напрямую Министру военно-морских сил США. Директор осуществляет стратегическое руководство Службой.
Директор Службы имеет 2 заместителей. Заместитель по операциям отвечает за текущее руководство оперативными подразделениями. Заместитель по операционной поддержке отвечает за текущее руководство подразделениями операционной поддержки.

## Организационная структура
Структура центрального аппарата Службы криминальных расследований Военно-морских сил США:
- Офис директора
  - Директор
  - Заместитель директора по операциям
  - Заместитель директора по операционной поддержке
  - Руководитель аппарата
  - Начальник офиса по коммуникациям
  - Главный инспектор
  - Ревизор
  - Главный юрисконсульт
- Оперативные директораты:
  - Директорат национальной безопасности
  - Директорат криминальных расследований
  - Директорат глобальных операций
    - Полевой офис реагирования на непредвиденные обстоятельства
    - Полевой офис киберопераций
    - Полевой офис экономических преступлений
    - Полевой офис защитных операций
    - Офис судебной экспертизы
    - Офис специальных проектов
    - Офис стратегической поддержки
    - Офис технического наблюдения и противодействия
    - Отдел службы полиграфа
    - Отдел технической службы

  - Офис военной поддержки
  - Группа поведенческих наук
- Директораты операционной поддержки:
  - Административно-логистический директорат
  - Кибер-директорат
  - Директорат информационных технологий
  - Директорат людских ресурсов
  - Директорат разведки и обмена информацией
  - Директорат планирования и стратегии

Центральному аппарату Службы криминальных расследований Военно-морских сил США подчинены следующие полевые директораты:
- Директорат Атлантических операций
  - Центральный полевой офис
  - Полевой офис Каролин
  - Полевой офис Норфолк
  - Северо-восточный полевой офис
  - Юго-восточный полевой офис
  - Полевой офис Вашингтон
  - Полевой офис Европы и Африки
  - Полевой офис Среднего Востока
- Директорат Тихоокеанских операций
  - Юго-западный полевой офис
  - Северо-западный полевой офис
  - Западный полевой офис
  - Гавайский полевой офис
  - Полевой офис Юго-Восточной Азии
  - Дальневосточный полевой офис

## Вооружение
В настоящее время в качестве основного табельного оружия сотрудников Службы криминальных расследований Военно-морских сил США используется пистолет «SIG-Sauer» P229R и P239 калибра .40 S&W). Сотрудники могут также использовать другие модели табельного оружия калибра .40 S&W, .45 ACP или 9 мм.

## В популярной культуре
- В 2003 году вышел сериал Морская полиция: Спецотдел, спин-офф сериала Военно-юридическая служба. Сериал рассказывает о вымышленной команде агентов Службы криминальных расследований Военно-морских сил США, которая находится в Вашингтоне. В 2009 году вышел первый спин-офф — Морская полиция: Лос-Анджелес, а в 2014 второй — Морская полиция: Новый Орлеан, и следующий в 2021 —  Морская полиция: Гавайи, а затем в 2023 — Морская полиция: Сидней.
- Канал Пентагона в июне 2009 выпустил документальный фильм Recon: Military CSI о тех специалистах Службы криминальных расследований Военно-морских сил США, которые работают на местах преступлений.
- Книга «Захват Джонатана Джей Полларда: Как один из самых известных шпионов в американской истории был привлечён к судебной ответственности» была опубликована в 2006 году. Автор — агент Службы криминальных расследований Военно-морских сил США в отставке Рон Олив. В книге рассказывается о расследовании и поимке Полларда.
- В 1992 году вышел фильм Несколько хороших парней, судебная драма о том, как письмо морского пехотинца в Военно-морскую следственную службу (предшественницу Службы криминальных расследований Военно-морских сил США) могло стать мотивом его убийства.
- В 2006 году на канале CBS вышла драма Иерихон, у одного из персонажа которого было найдено поддельное удостоверение агента Службы криминальных расследований Военно-морских сил США.
- Фильм 2000 года Dangerous Evidence: The Lori Jackson Story основан на бестселлере 1995 года Dangerous Evidence. В книге описывается реальная история агента Службы криминальных расследований Военно-морских сил США, афроамериканца, капрала Корпуса морской пехоты США, которого обвинили в преступлении, которого он не совершал. Журналист CBS News Эллис А. Коен рассказала об этой истории в передаче 60 минут, а затем написала об этом книгу и спродюсировала по её мотивам фильм.
- В 1997 году вышел фильм Солдат Джейн о лейтенанте Джордан О’Нил, которой грозит расследование Военно-морской следственной службы (предшественник Службы криминальных расследований Военно-морских сил США) об участии в предполагаемых лесбийских отношениях.
- В книге Rogue Warrior автор Ричард Марсинко детально описывает свой конфликт с Военно-морской следственной службой (предшественник Службы криминальных расследований Военно-морских сил США). Позже, по результатам расследования Военно-морской следственной службы под кодовым названием «Железный орел», Марсинко был отправлено в федеральную тюрьму.
- Служба криминальных расследований Военно-морских сил США упоминается в сериале Закон и порядок: Специальный корпус в 10 сезоне, эпизод 9 «PTSD».
- Книга Special Agent, Vietnam: A Naval Intelligence Memoir, написанная бывшим агентом Дугласом Х. Хаббардом, рассказывает о буднях специальных агентов во время Войны во Вьетнаме. Хаббард служил специальным агентом Военно-морской следственной службы во Вьетнаме с 1969 по 1972 года.
- Служба криминальных расследований Военно-морских сил США упоминается в сериале Детектив Монк в серии «Mr. Monk Is Underwater».
- Писатель Мел Одом написал серию романов о Службе криминальных расследований Военно-морских сил США: Paid in Blood, Blood Evidence и Bloodlines.
- Канал National Geographic Channel снял документальный фильм под названием Inside the Real NCIS[23].
- Телеканал Investigation Discovery снял 13-серийный фильм The Real NCIS, в котором было представлено 13 разных преступлений, распутанных специальными агентами Службы криминальных расследований Военно-морских сил США.
- Книга Дэвида Пойера The Crisis: A Dan Lenson Novel рассказывает о приключениях специальных агентов Службы криминальных расследований Военно-морских сил США в регионе Африканского Рога.